# ユダヤ・サマリア地区
ユダヤ・サマリア地区（ユダヤ・サマリアちく、ヘブライ語: יהודה ושומרון、アラビア語: اليهودية والسامرة）は、イスラエルがヨルダン川西岸地区（ウェストバンク）のC地区（イスラエルが行政権を確保している地区）に設置した行政区画である。
日本語では「ジュデア・サマリア」「ユダ・サマリア」と表記することもある。

## 概要
1967年、イスラエルは第三次中東戦争で大勝し、ヨルダン川西岸地区を全て占領した。イスラエル国防軍は12月17日、イスラエル国防軍軍律・命令187号で「ユダヤ・サマリア（地区）」を「（ヨルダン川）西岸地区」に代わる行政名とすることを布告した。
1968年7月22日、アラビア語地名をヘブライ語に置き換えるために設けられた「政府命名委員会」で、「ユダヤ・サマリア地区」が正式に採用された。
イスラエルのヨルダン川西岸地区占領は、国際連合安全保障理事会決議242で無効とされ、現在も大多数の国では認められていない。そのため、国際連合及び日本を含め、イスラエルの領有権を公認していない国・地域では、「ヨルダン川西岸地区（あるいは単に「西岸」）」の呼称が引き続き使われている。
アメリカ合衆国は、イスラエルを基本的に支持しつつも、表向きは「西岸（West Bank）」を用い、領有権の公認を避けて来た。
しかし、2023年パレスチナ・イスラエル戦争が起きると、「ユダヤ・サマリア」の呼称とイスラエルの主権を法制化し、（ヨルダン川）西岸と呼ぶことを禁じる法案が上下両院に提出された。2025年にドナルド・トランプが2期目の大統領就任を果たすと、2月5日にイスラエルのベンヤミン・ネタニヤフ首相と会談した。トランプ大統領は同日の記者会見で「ユダヤ・サマリア地区のイスラエルの主権を支持するか」と問われ、「4週間以内に具体的な発表を行う」と応えた。
2月26日、アクシオス_(Webメディア)は、代議院（下院）外交委員会のブライアン・マスト委員長（共和党）が、共和党員の委員会職員に、イスラエルの領有権を承認する意図として「ユダヤ・サマリア」の呼称を使うよう指示したと報じた。

6月10日、マイク・ハッカビー駐イスラエルアメリカ合衆国大使はブルームバーグの取材に、米国はもはやパレスチナ国の樹立を支持しないと答えた。さらに、「ユダヤ・サマリアでなければならないのか？」と、イスラエルの領有権を前提に発言した。